# Chris Holmes
Christopher John Holmes (Glendale, 23 juni 1958) is een Amerikaans metalmuzikant. Hij is een van de oprichters van metalband W.A.S.P., waarin hij de leadgitarist is. Hij speelde van 1982 tot 1990 en van 1996 tot 2001 voor deze band.
- Biblioteca Nacional de España: XX1728946
- Bibliothèque nationale de France: cb14187627x (data)
- International Standard Name Identifier: 0000 0003 8589 3065
- Library of Congress Control Number: n95070309
- MusicBrainz: 886584e2-20de-4fb0-b817-0a792768e02e
- Nationale Bibliotheek van Tsjechië: xx0145215
- Nederlandse Thesaurus van Auteursnamen: 186318499
- Virtual International Authority File: 31246207
- WorldCat: E39PBJptTY9fTM9rXcCjTmCWjC